# Kepler-4b
Kepler-4b és un dels primers 5 exoplanetes descoberts per la Missió Kepler i amb 3,87 radis terrestres, és el més petit descobert per Kepler fins al moment.